# Stormvloedseindienst
De Stormvloedseindienst (afgekort SVSD) was de Nederlandse organisatie die als doel had bij stormvloeddreiging de dijkbeheerders, waterkeringbeheerders en andere belanghebbenden in het Nederlandse getijgebied tijdig te waarschuwen voor dreigende stormvloeden. De dienst ging later Stormvloedwaarschuwingsdienst heten maar bleef de afkorting SVSD gebruiken. In 2010 werd deze dienst opgenomen in het nieuw opgerichte Watermanagementcentrum Nederland, het centrale orgaan van Rijkswaterstaat voor alles wat in Nederland met water te maken heeft.
De Nederlandse Stormvloedseindienst werd naar aanleiding van de stormvloed van 1916, die het Zuiderzeegebied teisterde, door het KNMI opgericht.

## Watersnood van 1953
In 1953 werd al 24 uur voor de watersnood van 1953 door de dienst een stormvloedwaarschuwing gegeven. Omdat het KNMI de storm vrijdagavond 30 januari al opgemerkt had, deed de Stormvloedseindienst zijn best om de autoriteiten te overtuigen van de ernst van de situatie. Op zaterdag 31 januari, daags voor de ramp, werd duidelijk dat Nederland aan de vooravond stond van een zeer zware noordwesterstorm. Bovendien zou het die nacht springtij zijn. Toen op 31 januari in de ochtend de SVSD op advies van het KNMI voor een flink verhoogde waterstand waarschuwde en die middag ook het extreme hoogwater onder de aandacht trachtte te brengen, bleken de landelijke en lokale overheden niet onder de indruk.
De landelijke radiozenders Hilversum 1 en 2 gingen die nacht gewoon, zoals toen gebruikelijk, om twaalf uur 's nachts uit de lucht. Pogingen om de zenders in de lucht te houden werden door bestuurders tegengehouden. Veel waterschappen en gemeenten hadden geen abonnement op de stormvloedwaarschuwingen, waardoor hun adressen en telefoonnummers niet bij de SVSD bekend waren.
Daardoor werden honderdduizenden mensen in Zuidwest-Nederland, hoewel de stormwaarschuwingsdienst de ernst van de situatie ten volle inzag, toch door het water verrast. Kees Slager maakt in zijn journalistiek onderzoek naar de ramp aannemelijk dat in gebieden waar plaatselijke bestuurders de waarschuwingen kenden en serieus namen minder slachtoffers zijn gevallen.
In 1954 werd de SVSD verplaatst van het KNMI naar Rijkswaterstaat; men vond het beter om een taakscheiding aan te brengen tussen het proces van het maken van de stormvloedverwachting en het waarschuwen van de belanghebbenden.